# Широкова, Наталья Львовна
Наталья Львовна Широкова (урожд. Мезенцева; 10.01.1958, Свердловск, СССР — 05.06.2019, Екатеринбург, РФ) — российская танцовщица и хореограф contemporary dance, педагог. Член Союза театральных деятелей России (с 1996).

## Биография
Родилась 10 января 1958 года в Свердловске. Воспитывалась мамой, Мезенцевой Валентиной Михайловной (1918—2018). С детства была физически одаренной, успешно занималась фигурным катанием, ей очень нравились и занятия хореографией. В пятнадцать лет была приглашена в спортивный интернат (сейчас — училище олимпийского резерва) в секцию легкой атлетики. Становилась призером российских и всесоюзных соревнований по легкоатлетическому многоборью. Особенно хорошо ей давались бег с барьерами, прыжки в длину, прыжки в высоту.
В 1980 году окончила Свердловский государственный педагогический институт по специальности «Физическое воспитание». Работала преподавателем физической культуры в Уральском политехническом институте. Увлеклась пантомимой и пыталась увлечь всех своих знакомых. В свободное время занималась в студии пантомимы при студенческом театре института (в дальнейшем — профессиональный коллектив оригинального жанра «МИМ»).
Из студии пантомимы была приглашена в театр «Провинциальные танцы» (основатель и режиссер театра — Лев Шульман), где с 1990 по 1998 годы выступала как танцовщица и хореограф-постановщик. Благодаря яркой индивидуальности и независимому, даже упрямому характеру смогла реализовать и выпустить два спектакля, которые отличались от других постановок театра новым, конструктивистски жестким танцевальным языком. Ее миниатюра «Вещь за спиной» стала первой российской постановкой contemporary dance, получившей международное признание: в 1992 году на V Международном конкурсе танца в Париже танцовщики-исполнители Татьяна Машьянова и Ренат Хасбатов стали обладателями Гран-при.
Оставшись без Льва Шульмана в середине сезона 1993/1994, Татьяна Баганова, Наталья Широкова, Мария Козева, Равиль Галимов и Ренат Хасбатов продолжили формировать театр «Провинциальные танцы» и по праву разделили все достижения первого десятилетия существования труппы. Наталья вместе с театром принимала участие в многочисленных международных хореографических и театральных проектах. Много гастролировала по России, Европе, Америке. Проходила стажировки на Американском фестивале танца (American Dance Festival (англ.)).
В 2000 году в Москве организовала театр танца Na.sH. В 2007 году представила спектакль «Двери настежь», который стал началом продолжительной совместной работы с молодыми танцовщиками ГАБТ. Была участницей Мастерской новой хореографии ГАБТ под руководством А. О. Ратманского. Одновременно с постановочной деятельностью сотрудничала с драматическими театрами как хореограф и вела активную преподавательскую работу.
В 2014 году вернулась в Екатеринбург, где продолжила преподавать и ставить хореографию для различных проектов.
Умерла 5 июня 2019 года в Екатеринбурге. Похоронена на Восточном кладбище.

## Творчество
«Наталья Широкова была одновременно хореографом интеллектуальным и чувственным — что бывает редко. Разум и сердце работали, не ссорясь. Конструкции ее спектаклей были выстроены с железной логикой, при этом в каждом из них транслировалось внимание к каждому человеку. Да, чаще всего — к женщине; Широкова говорила о женской участи, не склоняясь ни к древнему „бабству“, ни к сверхсовременному феминизму. Естественность движения и изобретательность его — таков был стиль».

Анна Гордеева, балетный и танцевальный критик
«<…>жюри под председательством известного французского танцовщика, хореографа, педагога Жана-Кристофа Майо сочло безупречным выполнение обязательной программы по технике именно Таней и Ренатом (педагог-репетитор Е. Сусанова). В успехе же произвольного номера, кроме артистизма и хорошей техники исполнителей, учитывались его оригинальность и острый психологический подтекст.
„Вещь за спиной“ (на музыку Луиджи Ноно) — первая хореографическая работа (и удача!) Натальи Широковой, артистки театра. Выдержанная в стилистике авангардного танца, она высвечивает сложные и запутанные отношения двоих».

Лев Шульман, из интервью Наталье Курюмовой, «Уральский рабочий», 25 декабря 1992
«Двери настежь», новый спектакль Натальи Широковой, стал естественным продолжением ее дебюта на Мастерской новой хореографии в Большом театре. В прошлом ноябре на «Мастерской» артистка Большого Анна Коблова станцевала миниатюру Широковой «Я есть женщина, я есть цветок» и, видимо, убедила своих коллег, что работать в современном танце интересно. <…>
В «Дверях настежь» «классики» отпускают себя на свободу, позволяют спинам вдруг неимоверно ссутуливаться, рукам плескаться беспорядочно и нервно, а ногам пускаться в почти дискотечный пляс. Классика обязывает ежедневно торжественно держать лицо и спину, здесь же, на маргинальной площадке Театра Луны, людям разрешено быть собой: быть слабыми, быть веселыми. Здесь есть место рефлексии и сарказму — в миниатюре «Популярная механика» очерки офисной жизни (белый верх, черный низ, очередь к кулеру, выяснение отношений двух парней в столкновении двух рук с пластиковыми стаканчиками так, что пластмасса трещит и мнется) теряют конкретность места и говорят о том, как бессмысленна любая борьба за статус. (Для балета такой взгляд на вещи — чудовищная ересь.)"

Анна Гордеева, «Время новостей», 20 июня 2007
«Наталья всегда была полна сомнений и никогда не успокаивалась на достигнутом, продолжая поиски собственного хореографического почерка в направлении „театрального“ модерн-танца.
Она многому меня научила — не только точному созданию танцевальной роли, но прежде всего определенному психологическому существованию на сценической площадке. Это были настоящие уроки актерского мастерства применительно к танцовщикам, близкие и понятные мне, поскольку в этом имелось сходство с основными характеристиками немецкого экспрессивного танца.
Когда в середине сезона 1998/1999, в расцвете творческих сил ей пришлось уходить из театра, она сделала это спокойно, ведь впереди было еще много планов». 

Ренат Хасбатов, танцовщик, хореограф
«Принципиальным моментом для хореографии Наташи Широковой был диалог с артистом. Именно особенности физических данных и личные качества исполнителя — характер, темперамент, мировоззрение — рождали авторскую интонацию, своеобразие пластики, выбор сюжета. Танцовщик всегда соавтор, никогда просто технический исполнитель. Наташа предлагала свободу интерпретации движения, давала возможность собственного музыкального решения в раскладке хореографии на звуковую партитуру. У меня никогда не было „ломки“, „перестройки“ для исполнения хореографии. Преодоление технических трудностей — да, но это совсем другое. Эмоционально, музыкально, пластически хореография Наташи удивительным образом открывала исполнителю неизвестные грани самого себя».

Анна Коблова, балерина ГАБТ, педагог
«Сейчас уже точно не помню, как и когда мы познакомились с Наташей Широковой. Скорее всего, это произошло с подачи Сергея Летова где-то в начале или середине 2000-х. Спустя какое-то время она мне вдруг позвонила с просьбой помочь собрать саундтрек для танцевального номера „Чайки. Надежда“, который должен был быть представлен на Мастерских современной хореографии в Большом театре. Меня приятно удивил набор треков, которые уже были отобраны для музыкального сопровождения, — Штокхаузен, Pan Sonic. Номер, как я помню, удался, и Наташа пригласила меня уже в более масштабный проект „Три лекции“ — театрально-танцевальный спектакль с видеоартом, текстами, музыкальными номерами. Музыка, которая должна была исполняться в реальном времени, отличалась радикализмом и разнообразием. Мне было предложено выступить в качестве актера в заключительной части спектакля. Наташа оказалась режиссером целеустремленным, смелым, склонным к экспериментам и неожиданным ходам, проявив себя при этом настоящим специалистом в области современного танца. К сожалению, после двух вполне успешных показов в камерном театральном пространстве проект прекратил существование. Позже мы несколько раз случайно пересекались, говорили о возможном сотрудничестве, которого так и не случилось, а жаль. Вспоминаю Наташу с теплотой и благодарностью, участие в ее проектах было интересным и незабываемым!»

Алексей Борисов, композитор, электронный музыкант, участник групп и проектов «Ночной Проспект», «Астма», «F.R.U.I.T.S.», «Волга».

### Театр «Провинциальные танцы»

#### Хореограф-постановщик
1992 — Миниатюра «Вещь за спиной»

1993 — Миниатюра «Неологизм для Агре»

1994 — Миниатюра «Мужские игры»

1994 — Спектакль «Одиночество…» (совместно с Татьяной Багановой)

1995 — Спектакль «Моя любовь ходит в черных ботинках, или Вещь за спиной»

1996 — Миниатюра «Дождь»

1997 — Спектакль «Четыре сезона deja vu»

1999 — Миниатюра «Весна. Птица»

#### Танцовщица
1990 — Программа «От Баха до…». Хореография Владимир Пона, Николай Сапожников, Татьяна Баганова и др. 

1991 — Программы «Искусство импровизации». Хореография Наталья Широкова, Татьяна Баганова и др.

1992 — Спектакль «Версии. Часть I». Хореография Наталья Широкова, Татьяна Баганова и др.

1993 — Спектакль «ZOAR». Хореограф-постановщик Кристин Брунель (Christine Brunel (англ.)). 

1993 — Миниатюры и премьера спектакля «Когда наступит время и придет тот, Кто…». Хореография Татьяна Баганова. 

1994 — Спектакль «Одиночество…». Хореография Наталья Широкова, Татьяна Баганова.

1994 — Американский фестиваль танца «American Dance Festival» (англ.), США, Северная Каролина, Дарем. Миниатюры «Вещь за спиной» и «Неологизм для Агре». Хореограф-постановщик Наталья Широкова.

1994 — Спектакль «… из жизни бабочек». Хореограф-постановщик Татьяна Баганова. 

1995 — Спектакль «Когда наступит время и придет тот, Кто…». Хореограф-постановщик Татьяна Баганова. 

1995 — XI Международный конкурс хореографов «Prix Volinine» (фр.), Париж, Франция. Миниатюра «Мужские игры» (финалист конкурса). Хореограф-постановщик Наталья Широкова.

1995 — Спектакль «Моя любовь ходит в черных ботинках, или Вещь за спиной». Хореограф-постановщик Наталья Широкова.

1995 — Международный фестиваль искусств «Meeting Neuer Tanz», Эссен, Крефельд, Реклингхаузен, Германия. Спектакль «Cambre» (англ.). Хореограф-постановщик Кристин Брунель (Christine Brunel (англ.)).

1997 — Спектакль «Четыре сезона deja vu». Хореограф-постановщик Наталья Широкова. 

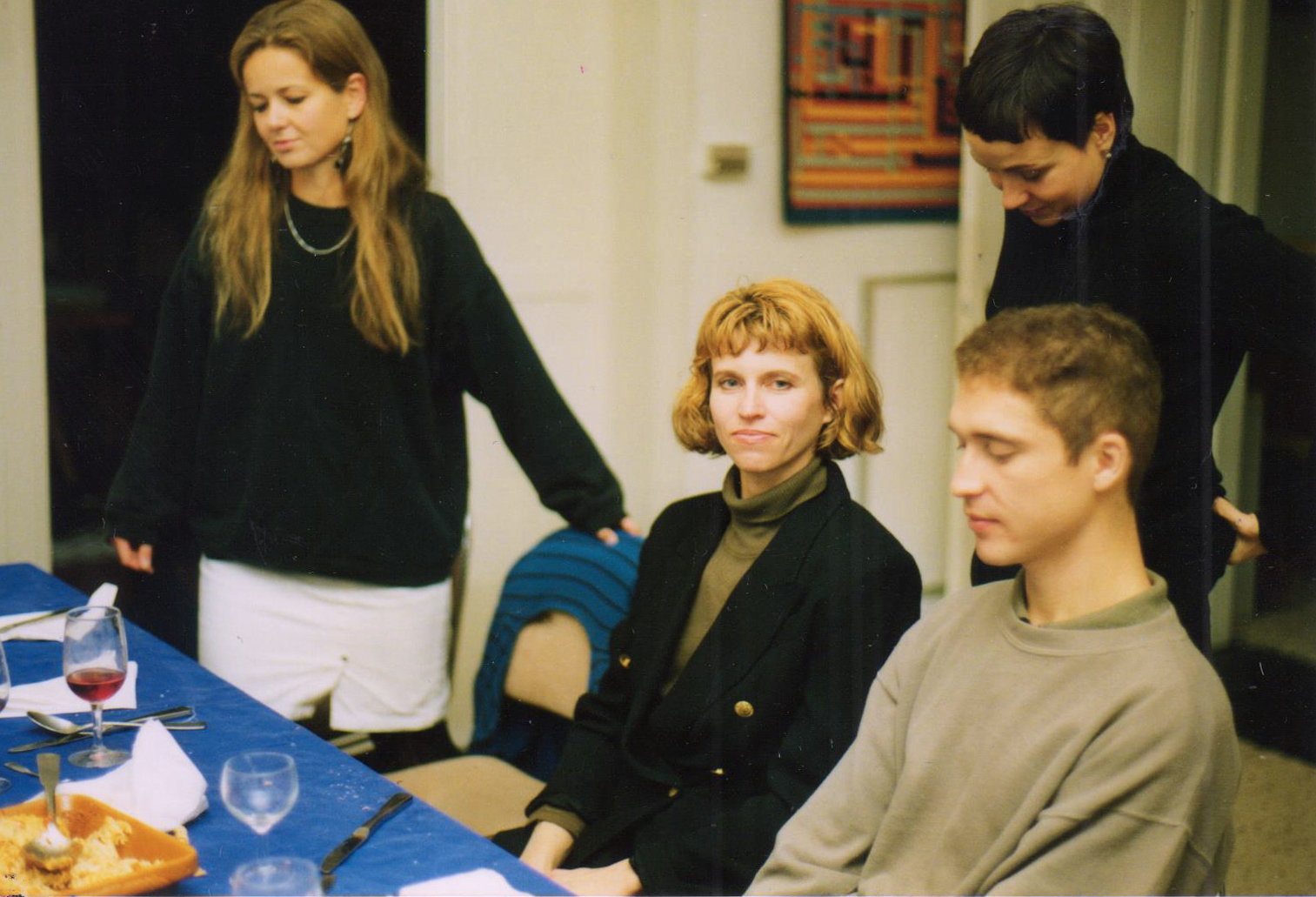
Н. Широкова, «Провинциальные танцы» на гастролях в Германии. Эссен, 1996 год.
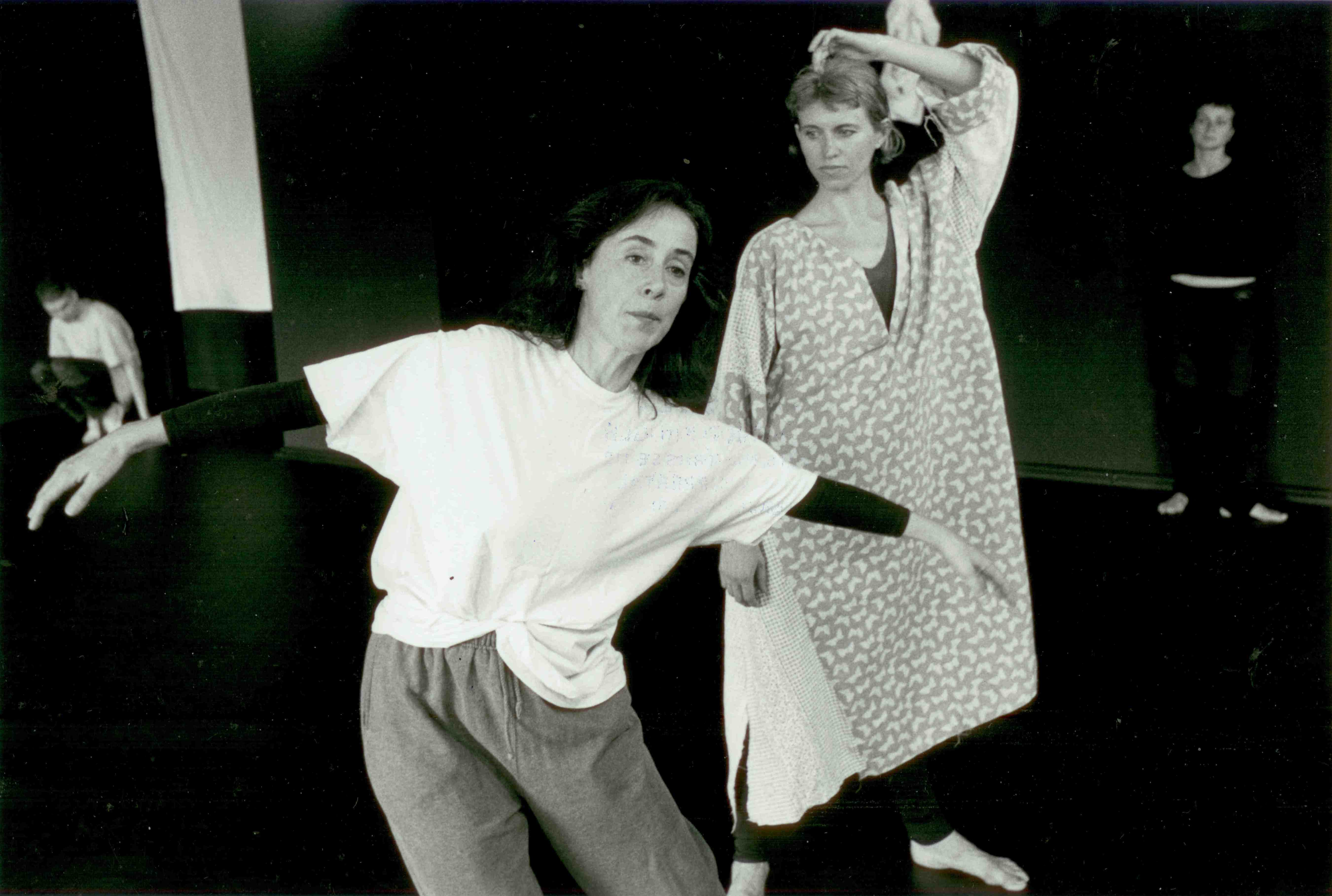
К. Брунель, Н. Широкова, «Провинциальные танцы». Репетиция спектакля «Cambre». Германия, 1995 год.
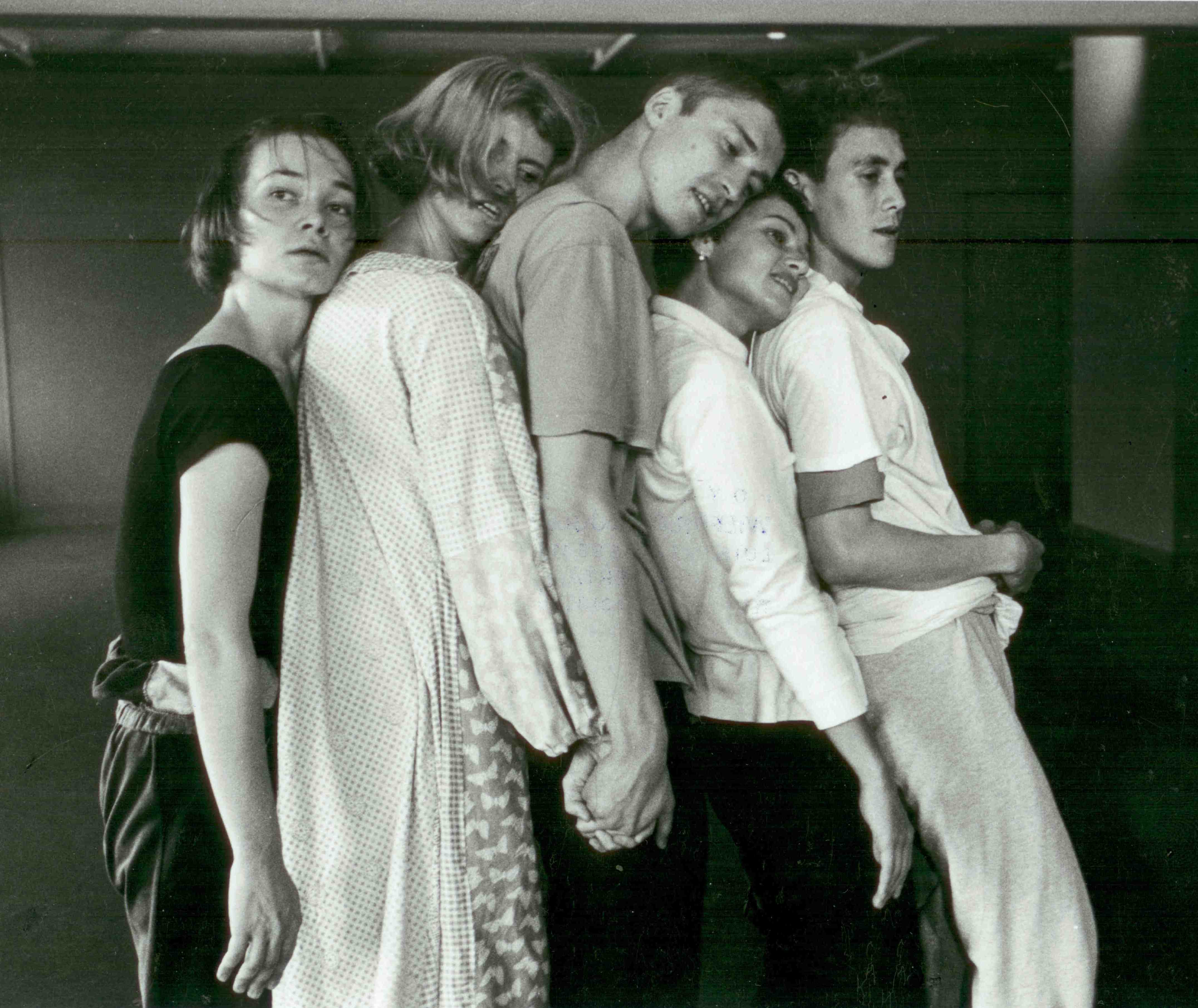
Н. Широкова, «Провинциальные танцы». Репетиция спектакля «Cambre». Германия, 1995 год.
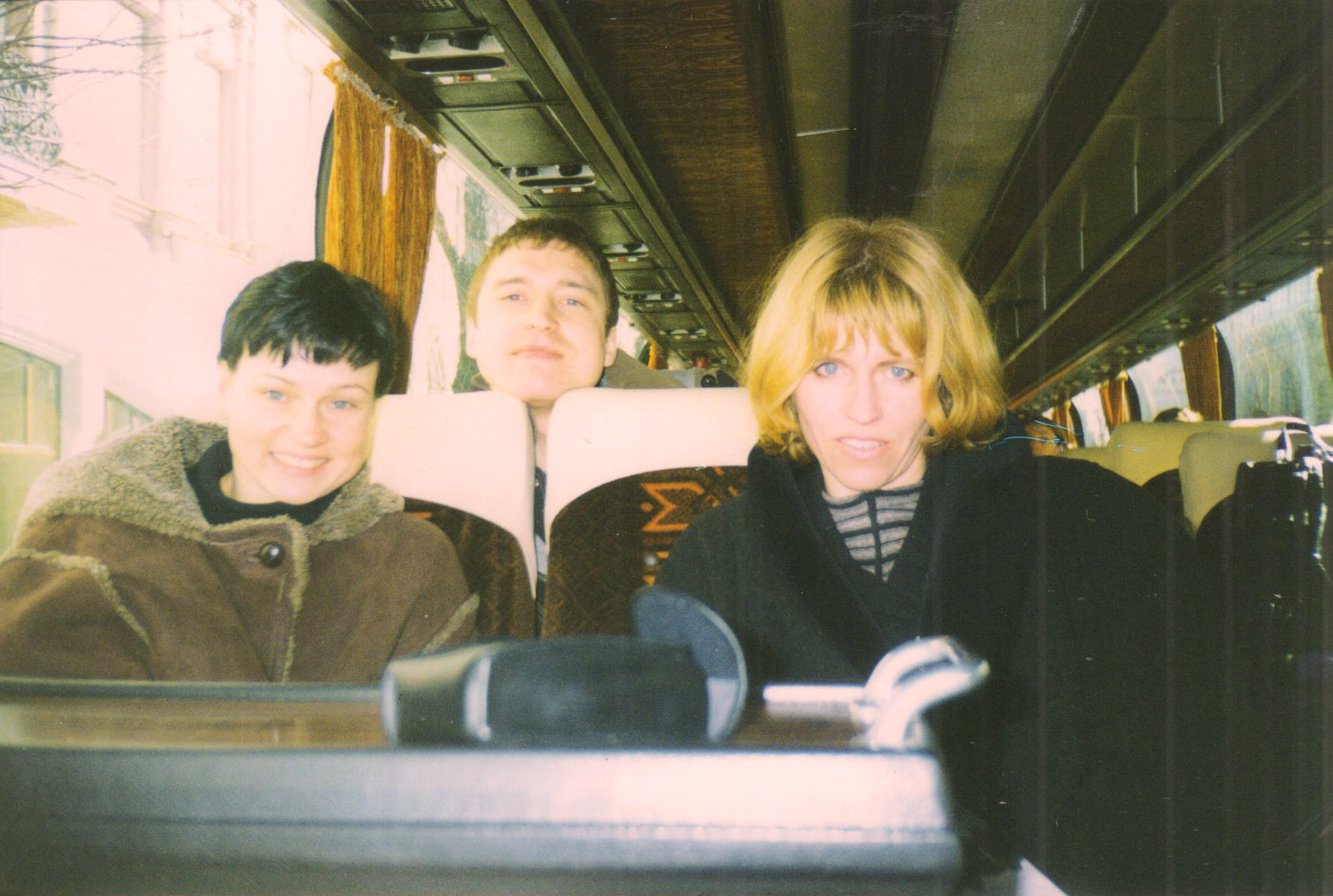
Т. Баганова, Н. Широкова, Р. Галимов. Фестиваль современного танца в Вильнюсе, 1998 год.
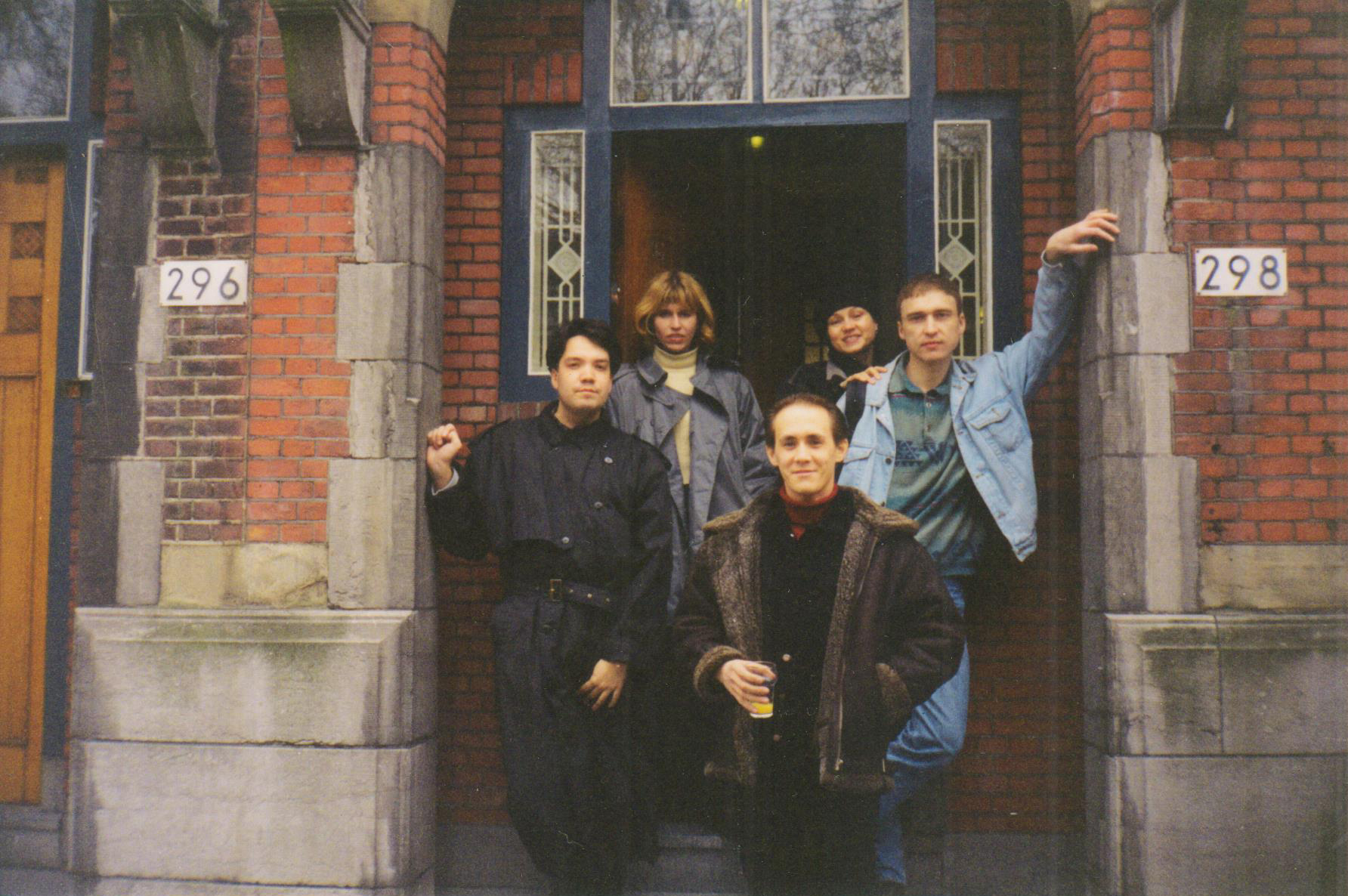
Н. Широкова, «Провинциальные танцы» на гастролях в Голландии. Роттердам, 1997 год.

### Театр танца Натальи Широковой «Na.sH»
2001 — «Человек по прозвищу человек»

2002 — «Ифигения»

2003 — «Гедоники и эротики»

2004 — «Наследники»

2005 — «Тибюл-ен-тибюЛ»

2005 — Мини-спектакль «Looking..Looking..Looking..love» (Колледж Искусств, Белойт, США)

2006 — «Отъезд кукловода»

2006 — «МОНОЛОГ. Я есть женщина, я есть цветок» (в рамках «Мастерская новой хореографии» ГАБТ)

2007 — «Двери настежь»

2008 — «Три лекции» 

2008 — «Чайки. Надежда» на музыку Алексея Борисова (в рамках «Мастерская новой хореографии» ГАБТ)

2010 — Миниатюра «Сарказм». Конкурс имени Дягилева, Гданьск, Польша (в рамках «Мастерская новой хореографии» ГАБТ)

2013 — «Танцы стихий»

### Проекты 2014—2019 (Екатеринбург)
2017 — Миниатюра «Музыкальная шкатулка — Куклы» 

2018 — Миниатюра «Свадебка» 

2018 — Миниатюра «Цыганский фьюжн»

## Хореография к драматическим спектаклям
2004 — «Игрок» по роману Ф. М. Достоевского, режиссер Н. Семенова 

2006 — «О.Е.» по роману А. С. Пушкина «Евгений Онегин», режиссер А. Строев 

2007 — «Капитал», В. Сорокин, режиссер Э. Бояков, театр «Практика»

2007 — «Мармелад», О. Погодина-Кузмина, режиссер В. Алферов, театр «Практика»

2009 — «Питер Пэн», режиссер Н. Семенова, театр «Молодежный театральный проект»

## Преподавательская деятельность
Свердловский государственный театральный институт

Московский государственный университет культуры

Колледж искусств (Белойт, США)

Университет в Ричмонде (США)

Классы при Международном центре «9 залов», Москва

Классы при театре «Практика», Москва

Классы при студии восточного танца «Амина», Екатеринбург

Мастер классы при «Уральский центр современного танца», Екатеринбург

## Признание и награды
1992 — V Международный конкурс танца в Париже, миниатюра «Вещь за спиной», хореограф-постановщик. Танцоры Татьяна Машьянова и Ренат Хасбатов стали обладателями Гран-При

1995 — XI Международный конкурс хореографов «Prix Volinine» (фр.), Париж, Франция. Миниатюра «Мужские игры» (финалист конкурса), хореограф-постановщик

1996 — Фестиваль «Браво!», Екатеринбург. Специальный приз жюри «За современность пластического мышления», спектакль «Моя любовь ходит в черных ботинках, или Вещь за спиной»

1997 — Театру «Провинциальные танцы» вручена премия Департамента Культуры Правительства Свердловской области за спектакли «Моя любовь ходит в черных ботинках», хореограф-постановщик Наталья Широкова, «Не случилось», хореограф-постановщик Татьяна Баганова,

2009 — Независимая театральная премия по поддержке российских театральных инициатив «Акция» от Совета по культуре и искусству при Президенте РФ